# Карл Фридрих фон Геминген-Фюрфелд
Карл Фридрих Филип Дитрих фон Геминген-Фюрфелд (на немски: Karl Friedrich Philipp Dietrich von Gemmingen-Fürfeld; * 27 март 1767 във Фюрфелд в Рапенау; † 2 септември 1833 в Манхайм) е фрайхер, благородник от стария алемански рицарски род Геминген в Крайхгау в Баден-Вюртемберг от II. линия Геминген-Гутенберг, „1. клон Геминген-Фюрфелд“ (в Рапенау). Той основава нидерландския клон на фамилията Геминген.
Той е големият син на Йохан Филип Дитрих фон Геминген-Фюрфелд (1729 – 1785) и съпругата му Елеонора Шарлота фон Циленхардт (1742 – 1783), дъщеря на Йохан Фридрих фон Циленхардт и фрайин Анна Юлиана фон Бетендорф.
Карл Фридрих фон Геминген-Фюрфелд умира на 66 години на 2 септември 1833 г. в Манхайм.
През ранния 19. век членовете на клон Фюрфед се женят най-вече за не-благородници.

## Фамилия
Карл Фридрих фон Геминген-Фюрфелд се жени за Хелена Фредрика Арентц от Нидерландия (* ок. 1759, кръстена 25 февруари 1759, Венло), дъщеря на Йохан Казимир Арентц и Анна Елизабета де Йонгх. Те имат един син:
- Карл Фридрих Филип Дитрих фон Геминген-Фюрфелд (* 29 декември 1789, Утрехт; † 23 март 1849, Ниймеген), женен на 9 април 1809 г. в 'с-Гравенхаге с Мария Кристина Шойрман (* ок. 1784; † 19 апррил 1861, 'с-Хертогенбош); живее в Нидерландия и има син:
  - Карл Фридрих Филип Дитрих (1789 – 1849)